# Bhagavad Gita
Bhagavad Gita (bhagavad = milostivi, gita = pjesma, ep, božanska pjesma) pjesničko je djelo sastavljeno u 18 pjevanja i 700 strofa. Autor Bhagavd Gite je Dvaipayana Vyasa (Veda Vyas). Pjesma opisuje razgovor Svevišnjeg Krišne i ratnika Arjune na bojnom polju. 
Djelo je stavljena je na početak šeste knjige (Bhišmaparavan) kao jedna od epizoda velikog indijskog epa Mahabharate. Pravovjerni hindusi drže sadržaj Bhagavad Gite vjernim prikazom naučavanja Šri Kršne, za kojeg se kaže da je umro oko 3102. godine prije naše ere. Prema tome bi naučavanja sadržana u Bhagavad Giti potjecala iz tog davnog vremena. Međutim kulturno-povijesni, jezični i stilistički razlozi, uz znakove da je knjiga tokom vremena mijenjala svoj oblik, govore da djelo u današnjem obliku i veličini nastalo oko 300. godine prije naše ere. Bhagavad Gita je napisana na sanskrtu a prevedena je skoro na sve jezike svijeta. Davši veliki doprinos hrvatskoj prijevodnoj književnosti, Bhagavad Gitu je uz veliki umjetnički trud na hrvatski prepjevao Đuro Robotić. Jedan od najznačajnijih prijevoda Bhagavad Gite na Hrvatskom jeziku je onaj Ankice Franjić pod naslovom Bhagavd Gita kakva jest, po predlošku engleskog izdanja Bhaktivedanta book trust-a s prijevodima i komentarima Bhaktivedante Swamija Prabhupade, o kojem enciklopedija Britanica piše kao jednim od najznačajnijih predstavnika indijske duhovne misli.

## Simbolika i značaj
Radnja pred bitkom na bojnom polju Kurukšetra, gdje se odvija razgovor između Arjune i božanskog Kršne, za Indijce ima simboliku duhovnog polja dharme na kojemu se zbiva borba između čovjekove više i niže prirode. Gita se u indijskoj tradiciji naziva upanišad, što sadržaju daje veliki ugled i uvršćuje ga među tekstove s najvećim autoritetom kao što su autentične upanišade u vedantskom sloju  vedskog korpusa.  Bhagavad Gita predstavlja objavu Svevišnje Božanske osobe -Sri Krishne pa ima značenje svetog pisma kao Novi zavjet kod kršćana. Mnogi velikani indijske i zapadnjačke filozofske misli ostavili su svoje komentare u kojima izražavaju divljenje učenjima iz Gite.